# Natural History Museum of Los Angeles County
Das Natural History Museum of Los Angeles County ist das größte Naturkundemuseum im Westen der Vereinigten Staaten. Die Sammlung umfasst fast 35 Millionen Exemplare und Artefakte aus 4,5 Milliarden Jahren Geschichte. Zur Sammlung gehören neben den Ausstellungsexemplaren auch Forschungssammlungen, die teilweise außerhalb des Museums untergebracht sind.
Das Museum ist mit dem George C. Page Museum und der William S. Hart Ranch and Museum verbunden.

## Geschichte
Das Natural History Museum of Los Angeles County wurde 1913 im Exposition Park in Los Angeles, Kalifornien als Museum of History, Science, and Art eröffnet. Die treibende Kraft dafür war ein 1910 gegründeter Museumsverein. Das Hauptgebäude ist im National Register of Historic Places eingetragen. 1925, 1930, 1960 und 1976 wurden weitere Flügel eröffnet.
Im Jahr 1961 wurde das Museum in das Los Angeles County Museum of History and Science und das Los Angeles County Museum of Art aufgeteilt. Das Los Angeles County Museum of Art zog 1965 an den Wilshire Boulevard um und das Museum of History and Science wurde in Los Angeles County Museum of Natural History umbenannt. Später folgte eine weitere Umbenennung in den heutigen Namen Natural History Museum of Los Angeles County.
2003 startete das Museum eine Kampagne zur Umgestaltung seiner Ausstellung. 2010 wurden die renovierte Rotunde aus dem Jahr 1913 wiedereröffnet und eine neue Ausstellung zur Geschichte der Säugetiere eröffnet. Eine Dinosaurier-Halle wurde im Juli 2011 eröffnet. Im Jahr 2013 wurden eine Ausstellung zur Geschichte von Los Angeles sowie ein Naturgarten und ein Naturlabor eröffnet.
Im Jahr 2024 eröffnete das Museum einen neuen Flügel unter dem Namen NHM Commons. Der Bereich befindet im südwestlichen Teil des Museums, ist etwa 7.000 m² groß und umfasst Neubauten sowie renovierte Bereiche und Außengelände.

## Forschung und Sammlungen
Das Museum umfasst Sammlungen aus folgenden Gebieten:
- Ringelwürmer
- Anthropologie und Archäologie
- Ethnologie
- Krebstiere
- Stachelhäuter
- Insektenkunde
- Herpetologie
- Geschichte
- Ichthyologie
- Paläontologie der Wirbellosen
- Malakologie
- Mammalogie
- Mineralogie
- Ornithologie
- Paläontologie der Wirbeltiere

In drei Stockwerken des Museums befinden sich Dauerausstellungen. Zu den bekanntesten Ausstellungen gehören die über Habitate von Tieren, Dinosaurier, präkolumbische Kulturen, das Ralph M. Parsons Discovery Center und der Isektenzoo sowie das neue Nature Lab zur Erforschung der städtischen Tierwelt in Südkalifornien. Besonders umfangreich sind die Sammlungen der Mineralogie und der Pleistozän-Paläontologie. Letztere enthält zahlreiche Stücke aus den La Brea Tar Pits.
Das Museum verfügt über fast 30 Millionen Exponate aus der Meereszoologie. Dazu gehört eine der weltweit größten Sammlungen von Überresten von Meeressäugern, die sich in einem Lagerhaus außerhalb des Museums befindet und mit über 5.000 Exponaten nur noch von der des Smithsonian übertroffen wird. Die Sammlung historischer Dokumente befindet sich im Seaver Center for Western History Research.

## Sonderausstellungen
Im Museum gibt es regelmäßig Sonderausstellungen. Beispiele hierfür sind die Ausstellungen über Mumien und Flugsaurier im Jahr 2016 sowie eine Ausstellung mit Bezug zur Serie House of the Dragon 2022. Darüber hinaus gab es die Ausstellung Becoming Los Angeles zur Geschichte von Los Angeles vor 1929 und nach 1929. In der Ausstellung L.A. Underwater werden knapp 40 Fossilien aus der Zeit gezeigt, in der sich der Bereich des heutigen Los Angeles unter Wasser befand.
Im Frühling und Sommer gibt es auf dem Außengelände des Museums einen Schmetterlingspavillon, im Herbst befindet sich an der gleichen Stelle ein Spinnenpavillon. Seit 2017 gibt es im Museum eine Sonderausstellung über P-22, einen Puma, der bis 2022 im nahegelegenen Griffith Park lebte.

## Architektur
Im Laufe der Jahre hat das Museum sein ursprüngliches Gebäude erweitert. Die Rotunde, die bei der Eröffnung des Museums im Jahr 1913 eingeweiht wurde, ist ein von Marmorsäulen umgebener Raum mit einer Buntglaskuppel. Darin befindet sich mit der Statue Three Muses (auch History, Science and Art) von Julia Bracken Wendt das erste öffentliche Kunstwerk, das vom Los Angeles County finanziert wurde. Die Halle wurde als Drehort für mehrere Filme genutzt.

## Galerie

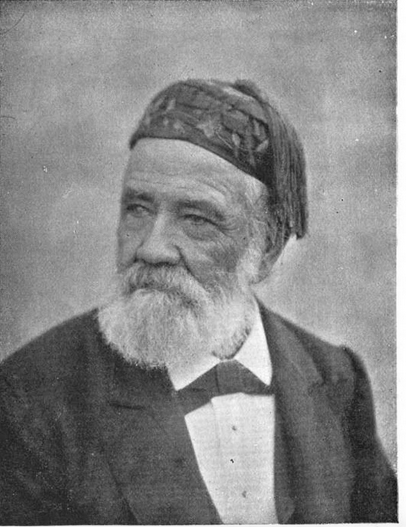
Antonio F. Coronel, dessen private Sammlung die Grundlage für die Sammlung des Museums darstellte.
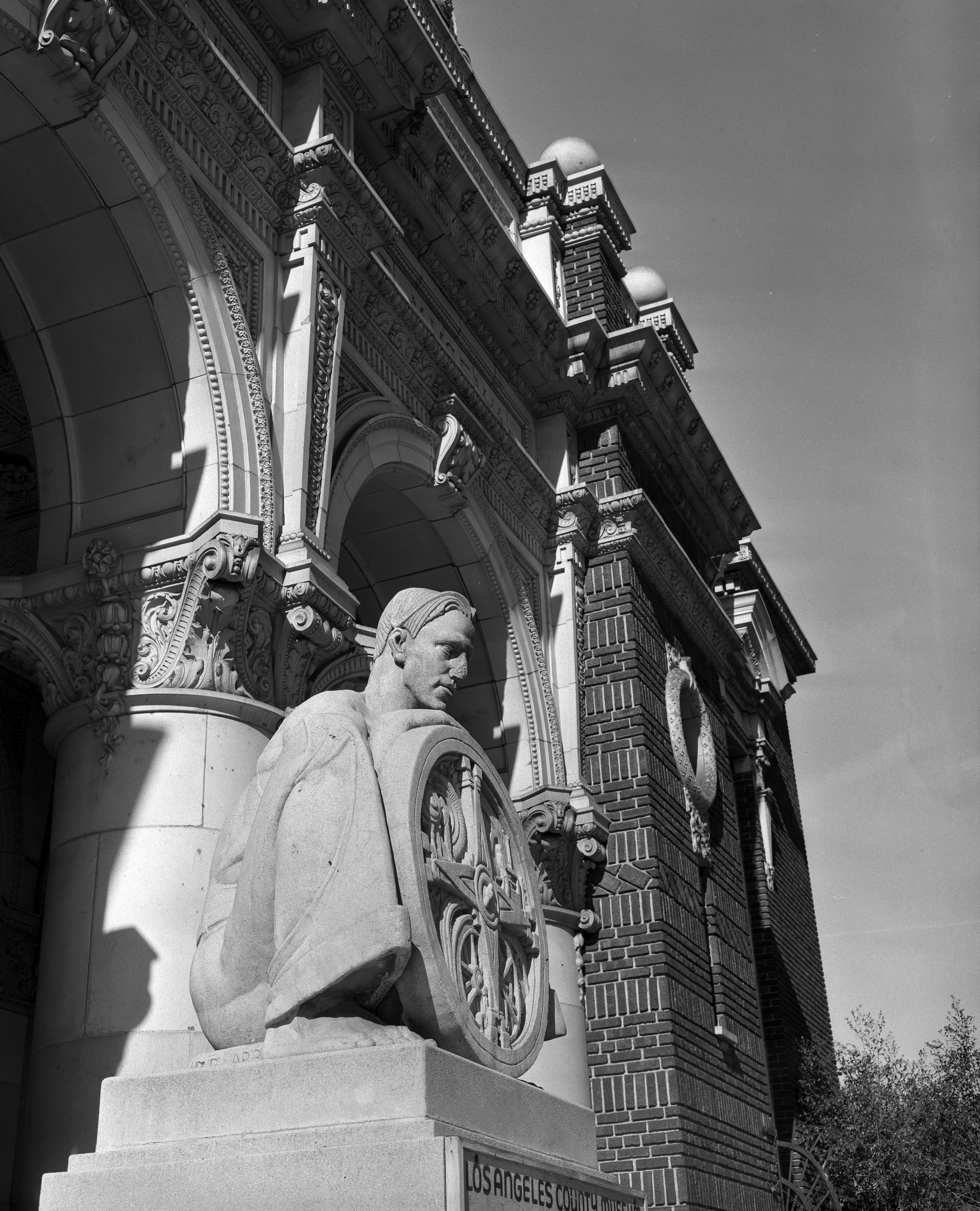
Osteingang des Natural History Museum im Jahr 1956
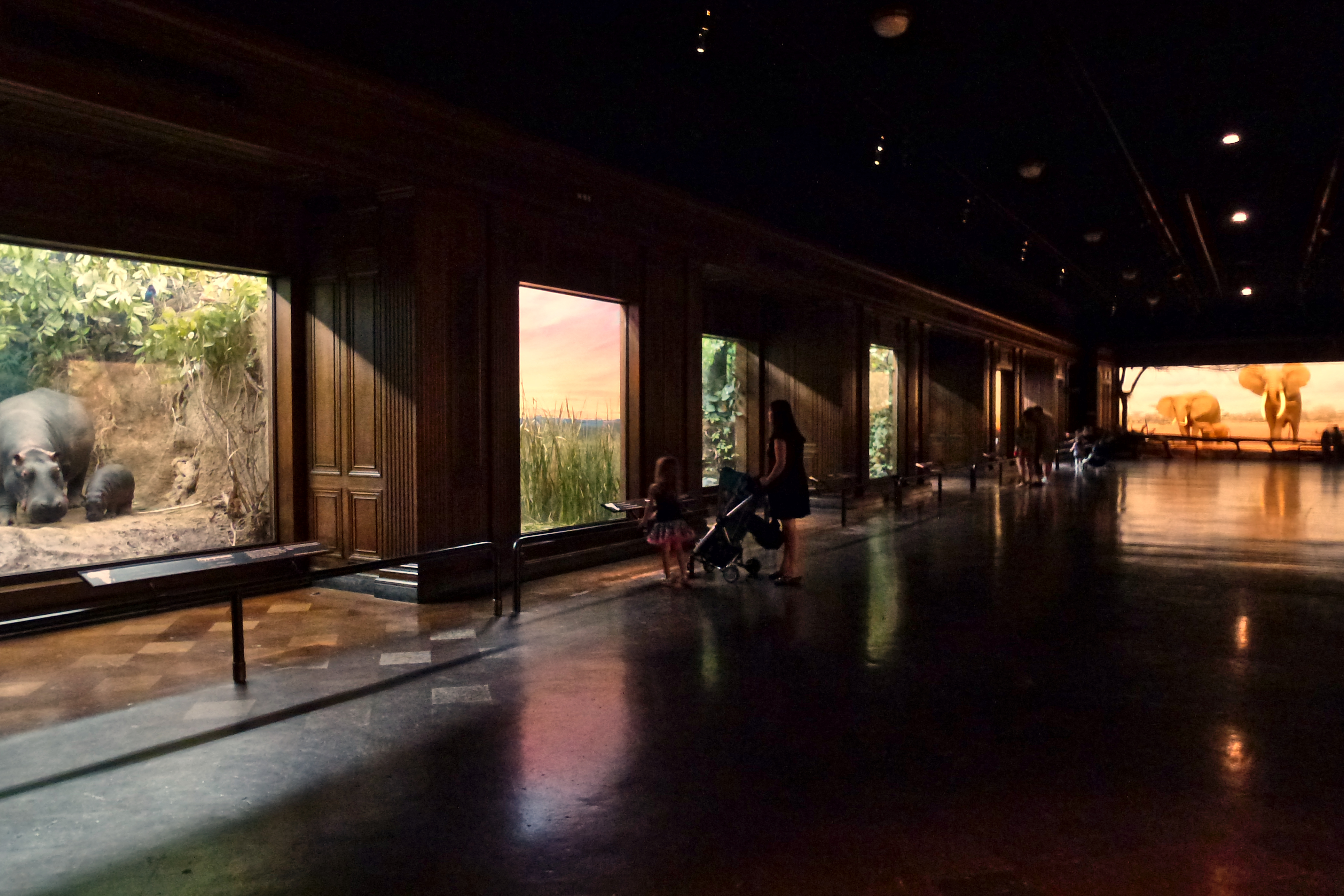
Ausstellung der afrikanischen Säugetiere
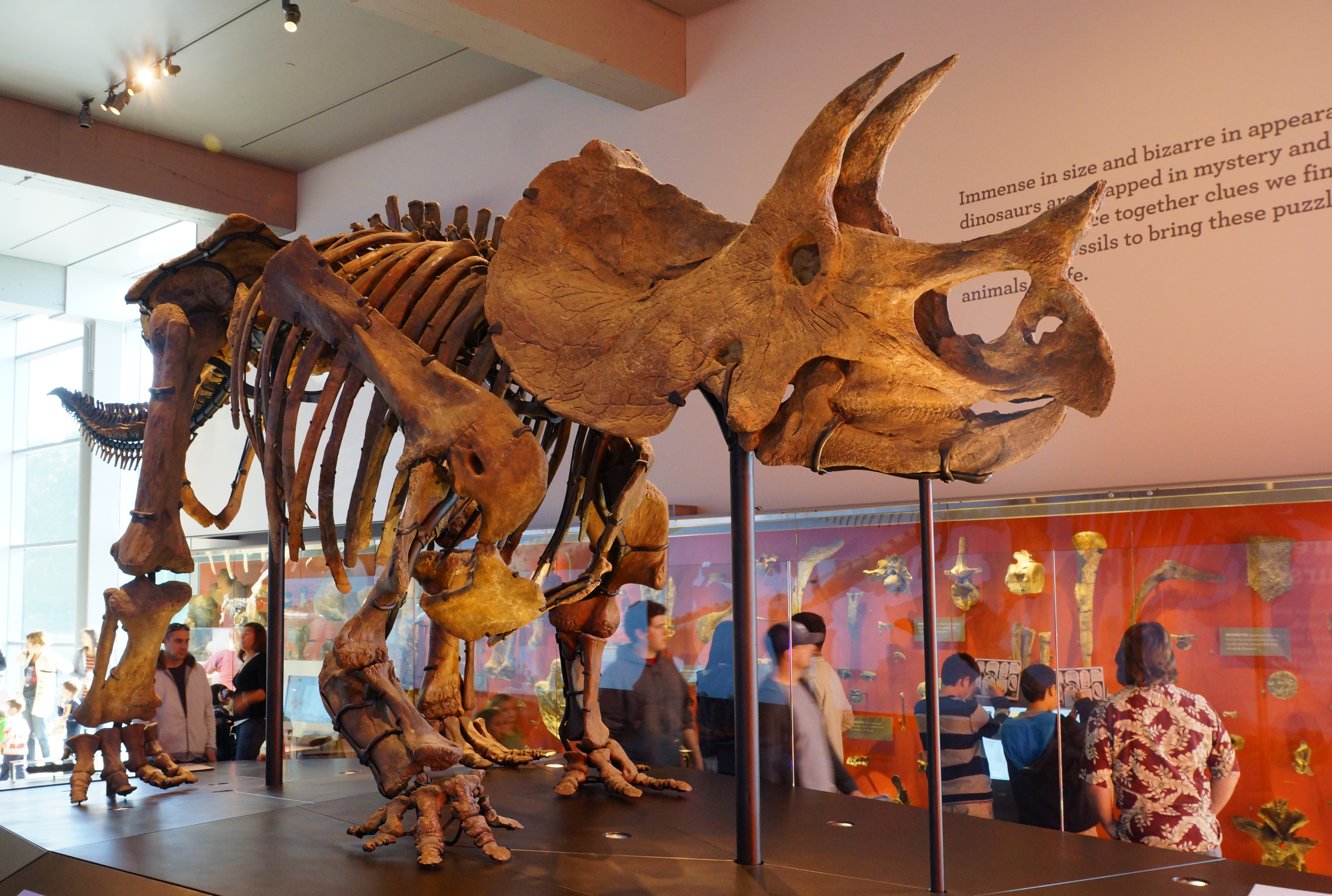
Triceratops-Skelett im Natural History Museum of Los Angeles County
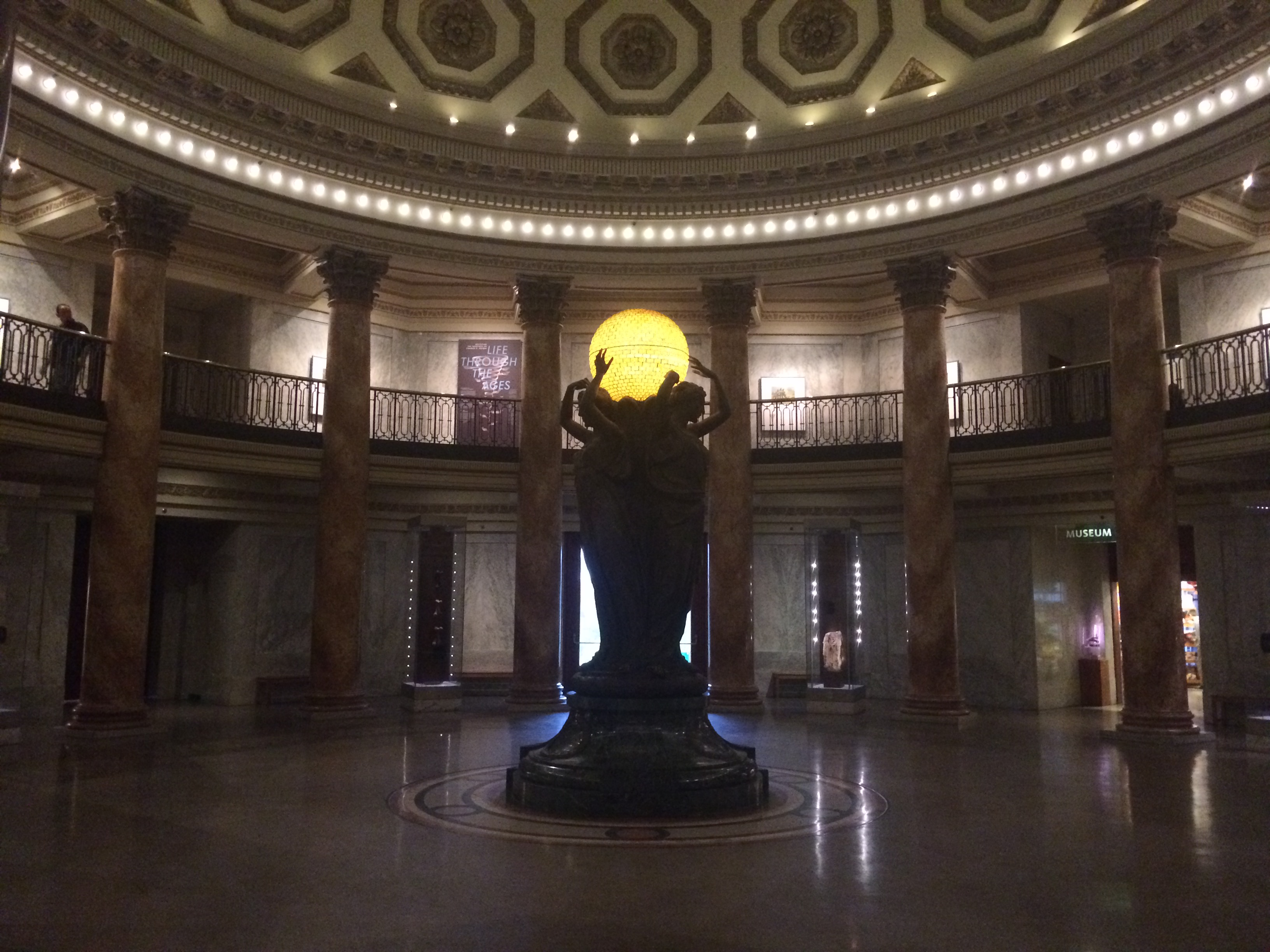
Rotunde des Museums
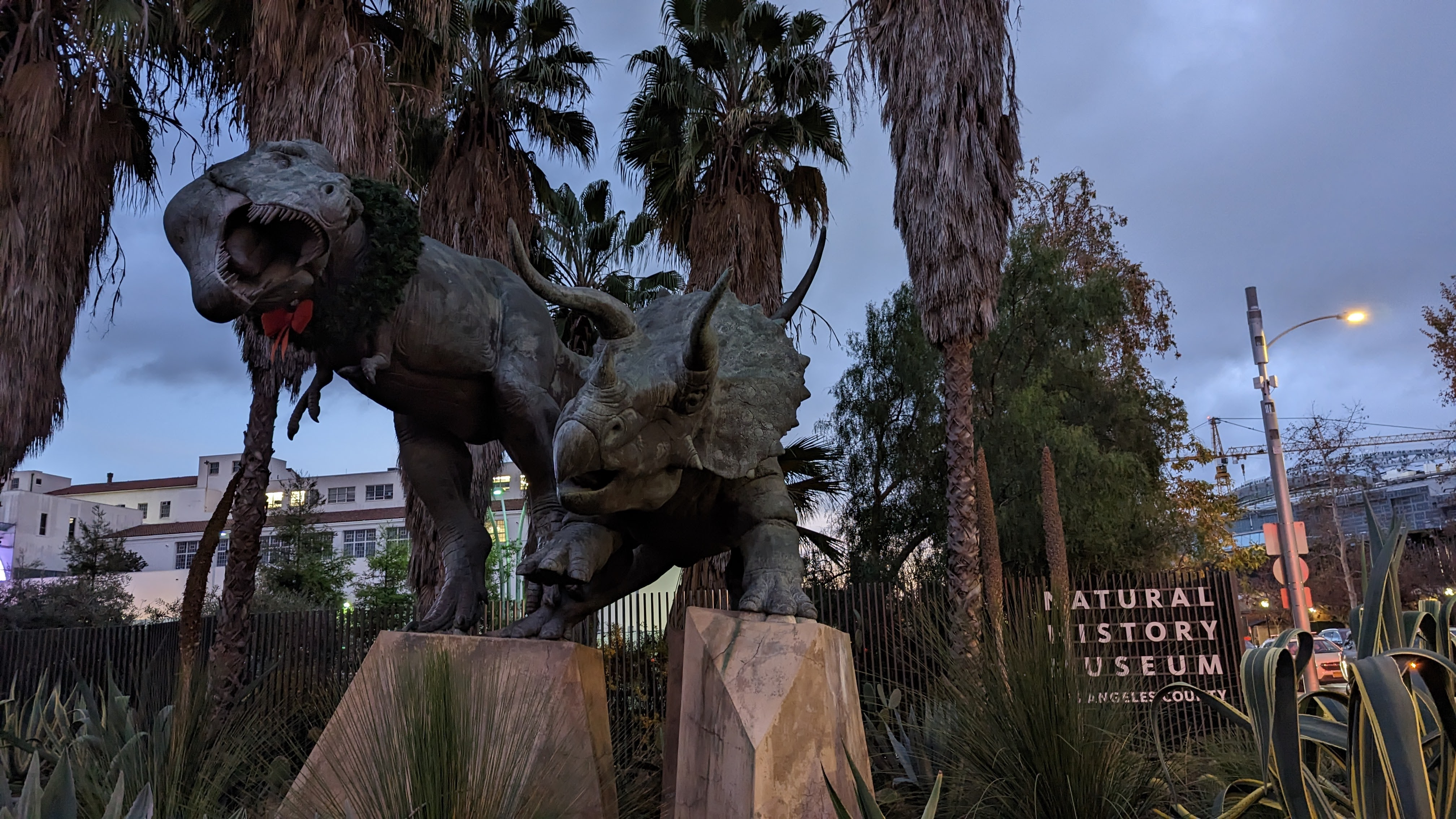
Dinosaurierstatuen am Rand der Straße, die zu dem Museum führt